# Осташков, Юрий Алексеевич
Юрий Алексеевич Осташков (1931—2012) — капитан среднего рыболовного траулера-рефрижератора Беломорской базы гослова. Заслуженный работник рыбной промышленности Карельской АССР (1970). Герой Социалистического Труда (1971).

## Биография
Окончил семилетнюю школу, Сортавальскую мореходную школу.
В 1952 г. окончил курсы штурманов малого плавания в г. Ленинграде.
С 1952 г. — боцман, третий, второй, старший помощник капитана судов Мурманской оперативной группе Беломорской базы гослова Министерства рыбного хозяйства СССР.
В 1954 г. окончил курсы штурманов дальнего плавания, капитан среднего рыболовного рефрижераторного траулера «Дуббе».
В 1967 г. окончил Мурманское мореходное училище имени И. И. Месяцева.
Лучший судоводитель.
В 1970 г. экипаж судна под руководством Ю. А. Осташкова за пять месяцев рейса вдвое перевыполнил задание по лову рыбы. Осваивал кошельковый лов в условиях открытого океана, открыл богатый промысловый район в Северо-Западной Атлантике.
Принимал участие в освоении новых типов судов и новых промысловых районов. В 1970 году возглавляемый им экипаж траулера за 5 месяцев экспериментального рейса вдвое перевыполнил задание по вылову рыбы.
Указом Президиума Верховного Совета СССР от 26 апреля 1971 года за выдающиеся успехи, достигнутые в выполнении заданий пятилетнего плана по развитию рыбного хозяйства, Осташкову Юрию Алексеевичу присвоено звание Героя Социалистического Труда с вручением ордена Ленина и золотой медали «Серп и Молот».
С 1981 г. — капитан-флагман. Избирался депутатом Верховного Совета Карельской АССР (1971—1975).
С 1994 г. — на пенсии, жил в Санкт-Петербурге. Умер 23 декабря 2012 года. Похоронен на Красненьком кладбище .